# Curtis G. Culin
Le sergent Curtis G. Culin (15 février 1915 - 20 novembre 1963) est un soldat américain de la Seconde Guerre mondiale. Il est connu pour avoir mis au point le dispositif « hedge-cutter » (« coupeur de haies ») qui permit aux chars américains de franchir les haies du bocage normand lors de la bataille de Normandie.

## Biographie
Originaire de Cranford dans le New Jersey, il sert comme tankiste dans le 102e escadron de reconnaissance de la 2e division blindée américaine issue de la Garde nationale du New Jersey, connu sous le nom d'Essex Troop. Il combat alors en Normandie. Après le débarquement du 6 juin, les troupes américaines piétinent pendant plusieurs semaines, n'arrivant pas à progresser dans le bocage normand, contraintes de mener un combat long et usant entre les chemins creux et les nombreux enclos bordés de hautes haies qui favorisent la défense allemande. Ce combat sera plus tard d'ailleurs nommé la bataille des Haies. Le terrain est peu favorable aux mouvements des chars, qui ont du mal à se mouvoir dans ces chemins creux ou à franchir les hautes haies. Quand ils y arrivent, ils exposent leur dessous non blindé aux armes antichars allemandes.
Le sergent Culin mit alors au point un dispositif simple mais ingénieux. Il fixa à l'avant de son char des lames d'acier lui permettant de franchir les haies en les tranchant à leur base. Ces lames avaient été fabriquées à partir des « hérissons tchèques », sorte de chevaux de frise en poutrelles d'acier, que les Allemands avaient disposés sur les plages normandes pour éviter le débarquement des chalands et péniches alliés.
Le général Omar Bradley fut invité le 15 juillet à venir voir une démonstration du dispositif et, convaincu, ordonna immédiatement que le plus de chars possibles en soient équipés, d'autant que le lancement de l'opération Cobra s'annonçait. Lors de la percée sur Saint-Lo, environ trois chars sur cinq possédaient un « hedge-cutter ». L'aspect du dispositif valut aux chars équipés le surnom de « rhino tank » pour sa ressemblance avec la corne de l'animal.
Ce dispositif permit aux troupes américaines de retrouver leur mobilité en favorisant l'assaut combiné entre l'infanterie, les blindés et l'artillerie. Selon le général Bradley, ce hedge-cutter sauva la vie de milliers de soldats américains.
Pour cette invention, le sergent Curtis reçut la Legion of Merit.
Il poursuivit le combat en France et fut grièvement blessé quatre mois plus tard par une mine dans la forêt de Huertgen et perdit une jambe. Après son retour aux États-Unis, il reprit son emploi de vendeur, se marie et part travailler à New York. Il meurt le 20 novembre 1963 à 48 ans à Greenwich Village. Une plaque à sa mémoire se trouve sur le bâtiment municipal de Cranford.

## Autres techniques appliquées

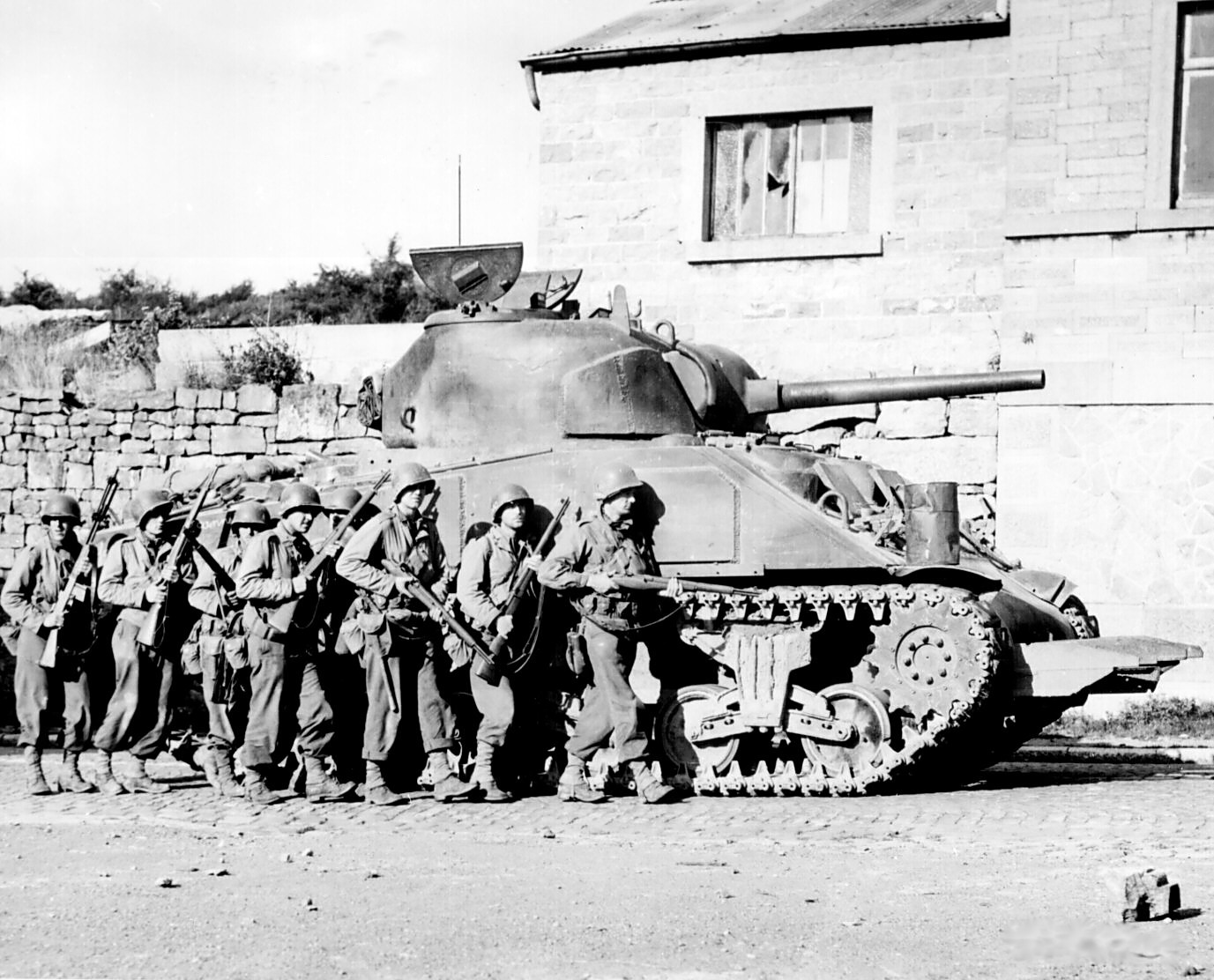
Char M4 Sherman avec un système de « hedge-cutter »

Il ne fut pas le seul à mettre au point un dispositif pour permettre aux blindés de franchir les haies même s'il fut le seul à passer à la postérité. Ainsi des unités de blindés ou de génie militaire ne disposant pas de bulldozers développèrent leur propre technique par explosifs mais dont les résultats restaient mitigés (temps de mise en œuvre, perte de l'effet de surprise, difficulté à placer l'explosif, etc.). Lors d'un test de pose d'explosifs par tube, les hommes du 747e bataillon blindé découvrirent qu'un char équipé de tuyaux pouvait parfois traverser par lui-même certaines petites haies. Mais la manœuvre tordait fréquemment les tuyaux. Après avoir observé de telles traversées de haies, le Premier lieutenant Charles B. Green du 747e équipa un char Sherman d'un gros butoir fait à partir de rails de voie ferrée. Ainsi équipé, le char se révéla assez puissant pour déchirer et traverser presque toutes les haies. Les équipes de maintenance équipèrent ainsi plusieurs Sherman du 747e.

## Discours d'Eisenhower
Le 10 janvier 1961, Dwight Eisenhower, ancien commandant en chef des forces alliées en Europe, lors de l'un de ses derniers discours comme président des États-Unis, devant l'American Society of Mechanical Engineers, mentionna le sergent Culin et son invention : 
« Il y avait un petit sergent. Son nom était Culin, et il avait une idée. Et cette idée était que nous pouvions accrocher des lames, des grandes et grosses lames d'acier sur le devant de ces chars, et en avançant, ils trancheraient tous ces talus au niveau du sol - ils les traverseraient à hauteur des lames - les emporteraient sur eux un petit moment comme un camouflage. Et cette idée fut portée au capitaine, au major, au colonel, et assez haut pour que quelqu'un en fasse quelque chose - et ce fut le Général Bradley - et il le fit très rapidement. Parce que cela semblait une idée folle, ils n'allèrent pas aussi vite jusqu'aux ingénieurs, car ils craignaient les conseils techniques et alors quelqu'un posa la grande question : "Où allez-vous trouver l'acier pour tout cela ?"  Bien, heureusement les Allemands avaient essayé de nous empêcher d'accéder aux plages avec de grands chevaux de frise en acier, de grandes croix, il y avait tout un tas de grosses barres d'acier sur les plages où les Allemands les avaient laissées. Alors il les prit, les façonna - et cela marcha bien. Le plus gros et plus joyeux groupe je suppose de toutes les armées alliées cette nuit-là étaient ceux qui savaient que ce truc fonctionnait. Et il fonctionnait magnifiquement. »